# Mosquée al-Haram
 (juillet 2018).
Si vous disposez d'ouvrages ou d'articles de référence ou si vous connaissez des sites web de qualité traitant du thème abordé ici, merci de compléter l'article en donnant les références utiles à sa vérifiabilité et en les liant à la section « Notes et références ».
La mosquée al-Haram (en arabe : الْمَسْجِدُ ٱلْحَرَام, al-Masjid al-Ḥaram, « la Mosquée sacrée »), ou grande mosquée de la Mecque, est une mosquée de la ville de La Mecque en Arabie saoudite. Elle est aussi le premier lieu saint de l'islam et la plus grande mosquée du monde. Elle abrite en son centre la Kaaba, le plus important sanctuaire de l'islam, dans lequel est enchâssée la pierre noire : c'est elle que les musulmans tentent de toucher au cours des ṭawāf (circumambulations) qu'ils accomplissent durant leur pèlerinage (hajj) ; et c'est dans la direction de la Kaaba que les musulmans du monde entier (y compris ceux qui se trouvent dans la mosquée al-Haram) se tournent pour prier.    
Le Masjid al-Haram est un sanctuaire bâti dans un deuxième temps afin d'abriter ce sanctuaire préexistant de la Kaaba, qui est un bâtiment qui existait avant l'apparition de l'islam.

## Origine de l'appellation
Le nom Al-Masjid al-Ḥarâm attribué à cette mosquée se rencontre du premier verset de la sourate 17 du Coran (Le Voyage nocturne) : « Gloire à Celui qui a fait voyager Son serviteur de la Mosquée sacrée [al-Masjid al-Ḥarâm] à la Mosquée la plus lointaine [al-Masjid al-'Aqṣā] dont nous avons béni les alentours, afin de lui montrer certains de Nos signes ! Dieu est en vérité Celui qui entend et voit tout. » La tradition musulmane voit dans le serviteur le Prophète Mahomet; et dans la « Mosquée sacrée », elle voit soit la Kaaba elle-même, soit l'ensemble de la mosquée de la Mecque, tandis que le « Sanctuaire le plus lointain» serait, lui, Jérusalem.

## Origine de la Kaaba selon la tradition musulmane
Selon la croyance et la tradition islamiques, Al-Haram Al-Sharîf (le noble sanctuaire, c'est-à-dire, ici, la Kaaba) a été construit par des anges, sur l'ordre d'Allah, avant la création de l'humanité, pour être le reflet sur terre de al-bayt al-ma‘mûr (la maison fréquentée, en arabe : البيت المعمور). Cette maison serait un sanctuaire dans le ciel (en principe, le septième ciel), qui correspondrait exactement à celui de la Mecque et serait fréquenté par les anges. Par la suite, la tradition islamique a développé cette notion en voyant dans ce sanctuaire un lieu où 70 000 anges viennent prier chaque jour, puis s'en vont pour ne plus revenir. Par la suite, Adam aurait amené cette demeure avec lui sur la terre et l'aurait gardée telle quelle jusqu'au déluge. Abraham est le dernier humain qui reconstruit la Kaaba avec l'aide de son fils Ismaël. La pierre noire, qui selon la tradition la plus répandue aurait été amenée par Adam du paradis, est enchâssée dans l'angle est du bâtiment. Il s'agit probablement d'un fragment de météorite, et la tradition explique sa couleur noire par le fait qu'elle aurait le pouvoir surnaturel d'absorber les péchés des hommes qui la touchent.
On voit donc que la Kaaba est un temple de la Mecque qui préexistait à l'avènement de l'islam.

## Histoire de la construction

### Kaaba

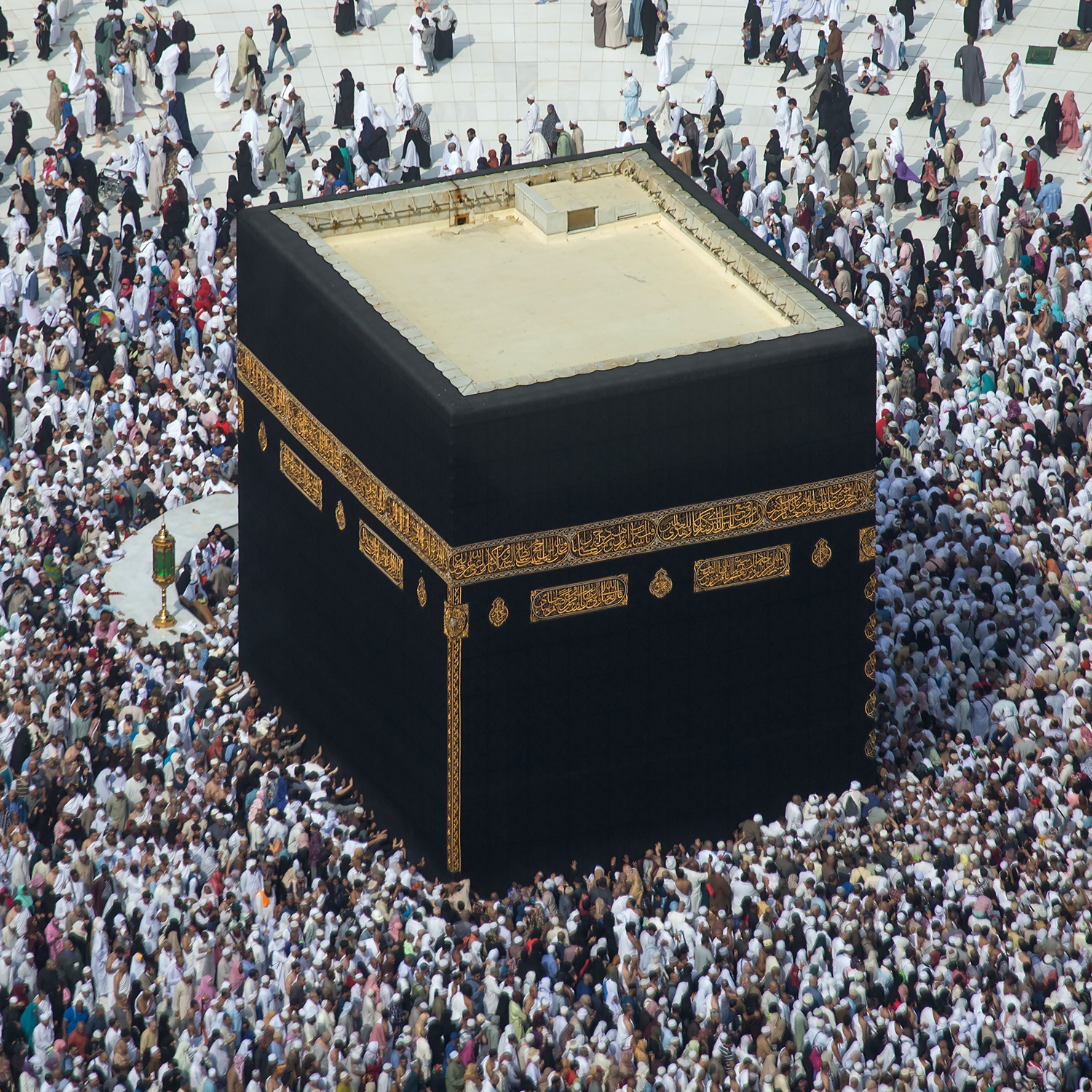
La Kaaba en 2018.

Le cœur du sanctuaire, la Kaaba, est un monument très simple : un quasi cube haut de 15 m et de 10,5 × 12 m de côté. L'entrée se trouve sur le mur nord-est. Initialement dépourvue de couverture, on lui ajouta un toit plat soutenu par six piliers pour la protéger vers le début du VIIe siècle, sans doute l’œuvre de coptes d'Égypte[réf. nécessaire]. 
On l'a dit, pour la tradition musulmane, le culte de ce monument remonterait à Abraham et Ismaël. Mais au moment de l'avènement de l'Islam, La Mecque était païenne. Selon les historiens arabes de la ville de La Mecque, la pierre noire était déjà présente dans le mur de la Kaaba[réf. nécessaire], et l'ensemble formé par la Kaaba et la pierre noire donnait lieu à un pèlerinage annuel pour les Arabes païens et même chrétiens de la région. Le temple abritait la statue d'une divinité nommée Hubal, et l'extérieur du bâtiment était entouré de 360 statues d'idoles. Toutes ces statues furent retirées lors de la conquête de la Mecque par Mahomet afin d'éliminer du lieu les éléments de l'ancien culte païen polythéiste. Les artisans coptes ajoutèrent une décoration peinte, qui fut également effacée par Mahomet, à l'exception d'une image représentant Marie et Jésus : le Prophète l'aurait protégée avec ses mains afin d'empêcher qu'elle ne soit détruite.
Avant que La Mecque ne se convertisse à l'islam, ce sanctuaire se trouvait au fond d'une vallée, entouré par les maisons de la ville, qui arrivaient donc à proximité même de la Kaaba. Ce n'est que sous le règne du calife Omar ibn al-Khattâb (634-644) que l'on ajouta une enceinte pour clôturer la Kaaba et la séparer des bâtiments aux alentours. 
La Kaaba constitue la direction (qibla) vers laquelle se tournent les musulmans lors de leur prière. Elle est donc le pôle vers lequel s'orientent toutes les mosquées dans le monde, à commencer par celles de la ville de La Mecque jusqu'aux sanctuaires les plus lointains. C'est d’ailleurs aussi le cas des fidèles qui se trouvent dans l'enceinte du Masjid al-ḥarâm, qui se tournent aussi vers la Kaaba lors de la prière.

### Mosquée

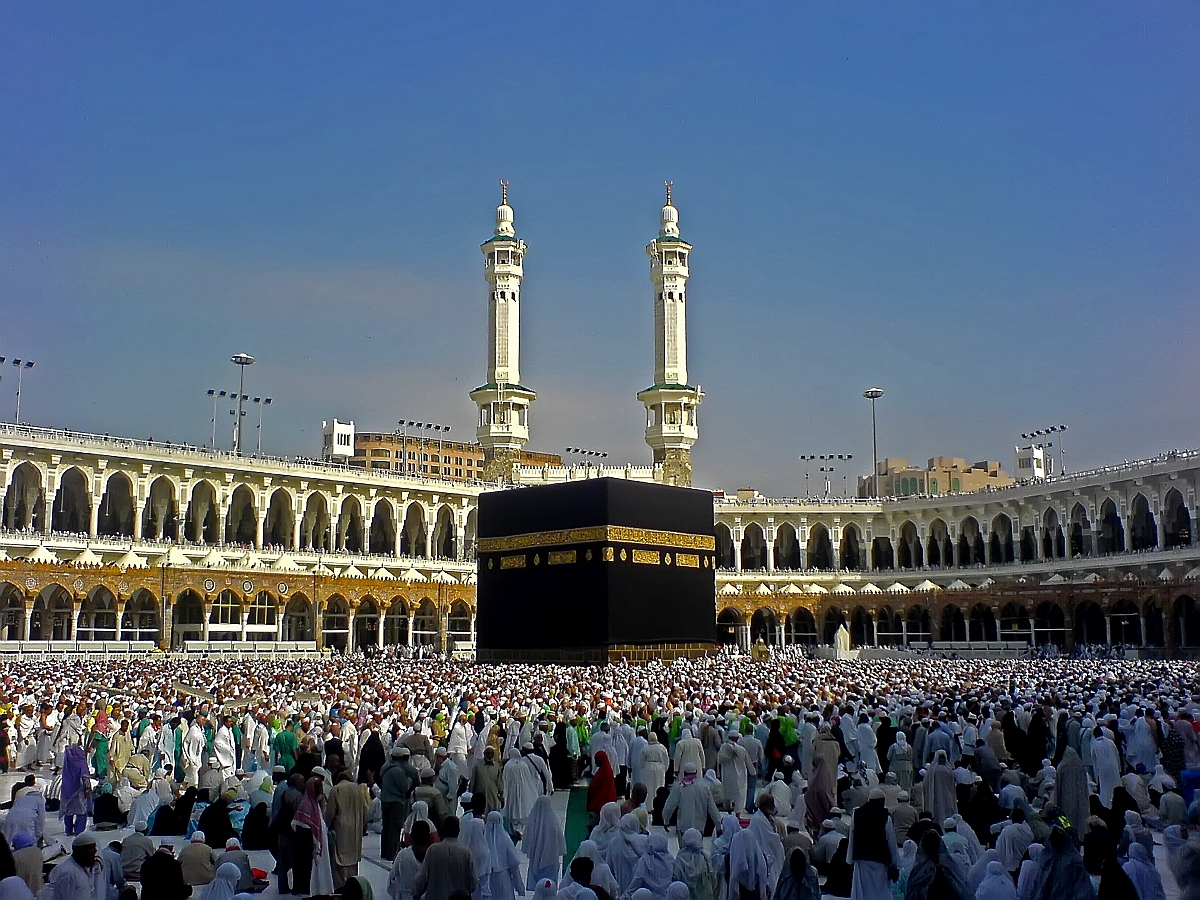
La cour de la mosquée avec la Kaaba en 2007.

Al-Masjid al-Ḥarâm est donc une mosquée, destinée à enclore la Kaaba et bâtie vers 638[réf. nécessaire]. Le bâtiment a connu plusieurs modifications au cours des siècles. Son apparence actuelle est essentiellement le résultat d'abord des interventions ottomanes au XVIe siècle, suivies par les gigantesques transformations entreprises à partir des années 1950 et qui ne sont pas entièrement terminées. Le bâtiment a donc beaucoup évolué au fil du temps. Cependant, elle est encore peu étudiée car, au contraire de bâtiments comme le Dôme du Rocher ou la grande mosquée de Damas, elle n'a guère eu d'influence sur le développement de l'architecture islamique. À preuve la quasi absence d'analyse de ce bâtiment (à l'exception de la Kaaba) dans les principales publications scientifiques sur l'histoire de l'architecture musulmane.

#### Origines auXVIesiècle
On peut faire remonter l'histoire du bâtiment à la prise de La Mecque par Mahomet en 630. Alors qu'il s'était vu refuser l'entrée dans La Mecque en 628 pour y effectuer le pèlerinage, le Prophète parvient à ses fins l'année suivante, à l'occasion d'une trêve, et peut accomplir le rite du ṭawāf, c'est-à-dire circumambulation autour de la Kaaba. Une année plus tard, en 630, il conquiert la ville. Après la reddition des Mecquois, Mahomet se rend à la Kaaba. Il brise les idoles qui l'entourent ainsi que les peintures qui en décorent l'intérieur, à l'exception, selon certains hadiths, d'une Vierge à l'Enfant. C'est cette même année que la qibla, la direction de la prière, se fixe définitivement, passant de Jérusalem à la Kaaba. Désormais, c'est dans cette direction que se tourneront les musulmans lorsqu'ils font la prière. 

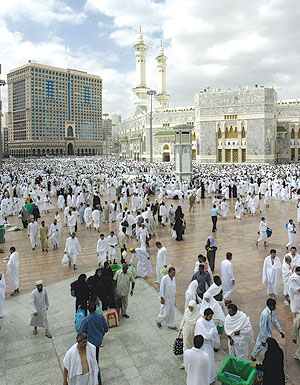
Une porte de la mosquée vue de l'extérieur.

La construction de la mosquée à proprement parler fut réalisée vers l'an 638, sous le règne d'Omar ibn al-Khattâb. Devant le nombre croissant de pèlerins, le deuxième calife, Omar, fit construire un mur de 1,5 mètre de haut autour de la Kaaba afin de délimiter une zone de prière. Durant le règne de son successeur, le calife Othmân ibn Affân (644-656), l'espace de prière fut agrandi, puis recouvert d'un toit en bois soutenu par des arcs reposant sur des colonnes.
En 692, après que le calife omeyyade Abd al-Malik (685-705) eut reconquis la Mecque sur Ibn Zubayr, le gardien du lieu saint releva les murs extérieurs, recouvrit le plafond de teck et fit peindre d'or les colonnes.
Son fils Al-Walid ben Abd al-Malik (705-715) fit annexer une portion de terrain à la superficie de la Mosquée et rénova le bâtiment, remplaçant le bois et élevant des arcs, décorés de mosaïques, sur des colonnes de marbre provenant d'Égypte ou de Syrie.
Le calife abbasside Abou Ja'afar Al Mansour (754-775) donna ordre d'adjoindre une vaste superficie à la Mosquée d'Al Haram et fit construire un couloir circulaire. En outre, il doubla la taille de l'aile nord et l'ouest de la salle de prière, et bâtit le minaret de Bab al-Umra sur l'angle nord-ouest, qui fut le premier minaret de la mosquée.
En 776, en raison du nombre croissant des pèlerins, le calife Al-Mahdî (775-785) acheta, lors de son pèlerinage, les maisons situées entre la mosquée d'Al-Haram et le Mas'a (la galerie reliant le rocher d'Al-Safa à celui d'Al Marwah). Elles furent ensuite détruites pour permettre de porter la superficie totale de la mosquée, centrée sur la Kaaba, à 120 000 coudées-carrées, soit 196 mètres sur 142 mètres. Al-Mahdi fit également construire trois minarets couronnés de créneaux au-dessus des portes de Bab al-Salam, Bab Ali et Bab al-Wadi. La mosquée compta ainsi quatre minarets.

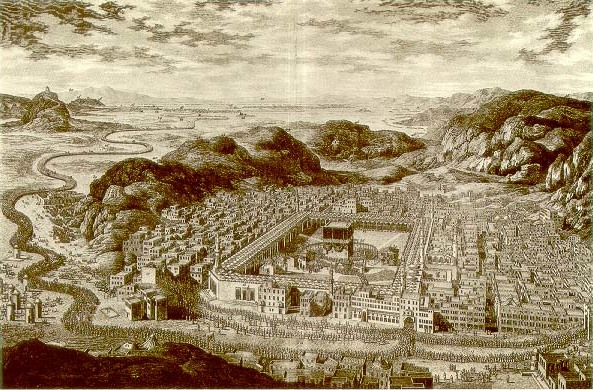
Vue de la Mecque et du Masjid al-Harâm en 1850. On distingue bien le portique qui entoure la Kabaa, dont le dernier remaniement remonte aux interventions ottomanes du XVIe siècle.

La superficie de la mosquée atteignit un premier apogée en 918, sous le calife abbasside Al Mouqtadir Billah, et elle resta inchangée jusqu'à l'époque saoudienne. Aucun agrandissement ne fut entrepris pendant les règnes des Fatimides, Ayyoubides, Mamelouk et Ottomans, durant lesquels les travaux se limitèrent à la restauration et à la réparation du complexe. Ainsi, en 1399, la partie nord de la mosquée prit feu, et une centaine de colonnes de marbre, ainsi que le plafond furent endommagés. Les autres sections subirent des dommages lors d'une inondation. La mosquée fut alors restaurée par le sultan mamelouk An-Nâsir Faraj ben Barquq (1399-1412). Les colonnes de marbre endommagées furent remplacées par des colonnes en pierre venant des carrières situées à proximité des montagnes du Hedjaz, tandis que le toit était reconstruit avec du bois en provenance des montagnes de la région de Taïf. 

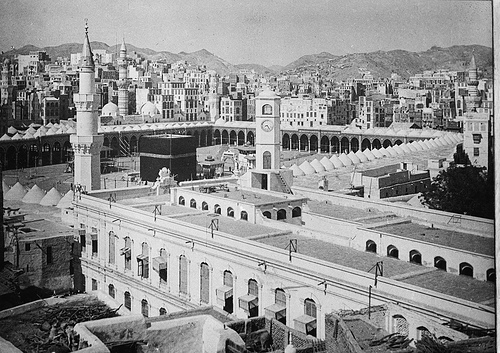
La Mecque en 1910, avec une vue sur le Masjid al-Harâm.

#### Durant la domination ottomane (XVIe-XXe)
On doit également aux sultans ottomans une contribution importante au développement architectural de la mosquée. En 1571, le sultan Sélim II (1566-1574) ordonna à son architecte Sinan de la rénover en profondeur[réf. nécessaire]. Sinan remplaça le toit de la salle de prière par des dômes dorés, dont l'intrados fut orné de calligraphies (certaines de ces coupoles sont toujours présentes) et il ajouta des colonnes entre les anciennes afin de soutenir le nouveau toit. Le 30 septembre 1574, Sélim II envoya un firman au Cheikh al-Harâm, le qadi Hussein, dans lequel il ordonna la destruction des habitations à proximité immédiate de la mosquée et l'interdiction d'y construire des édifices de plus de six archine (environ cinq mètres),. En 1611, des pluies entraînèrent de nouvelles dégradations, à la suite de quoi le sultan Mourad IV (1623-1640) ordonna une nouvelle restauration de la mosquée, avant de faire reconstruire la Kaaba en 1629. Le bâtiment comportait de nouvelles arcades en pierre appuyées sur de fines colonnes, avec des médaillons entre les arches. Les dalles du sol autour de la Kaaba furent remplacées par de nouvelles dalles de marbre de couleur, et les Ottomans portèrent le nombre de minarets à sept. À la fin de la domination ottomane dans le Hedjaz, au cours de la Première Guerre mondiale, l'enceinte extérieure de la mosquée mesurait 192 mètres sur 132 mètres, soit un peu plus de 25 000 m2.

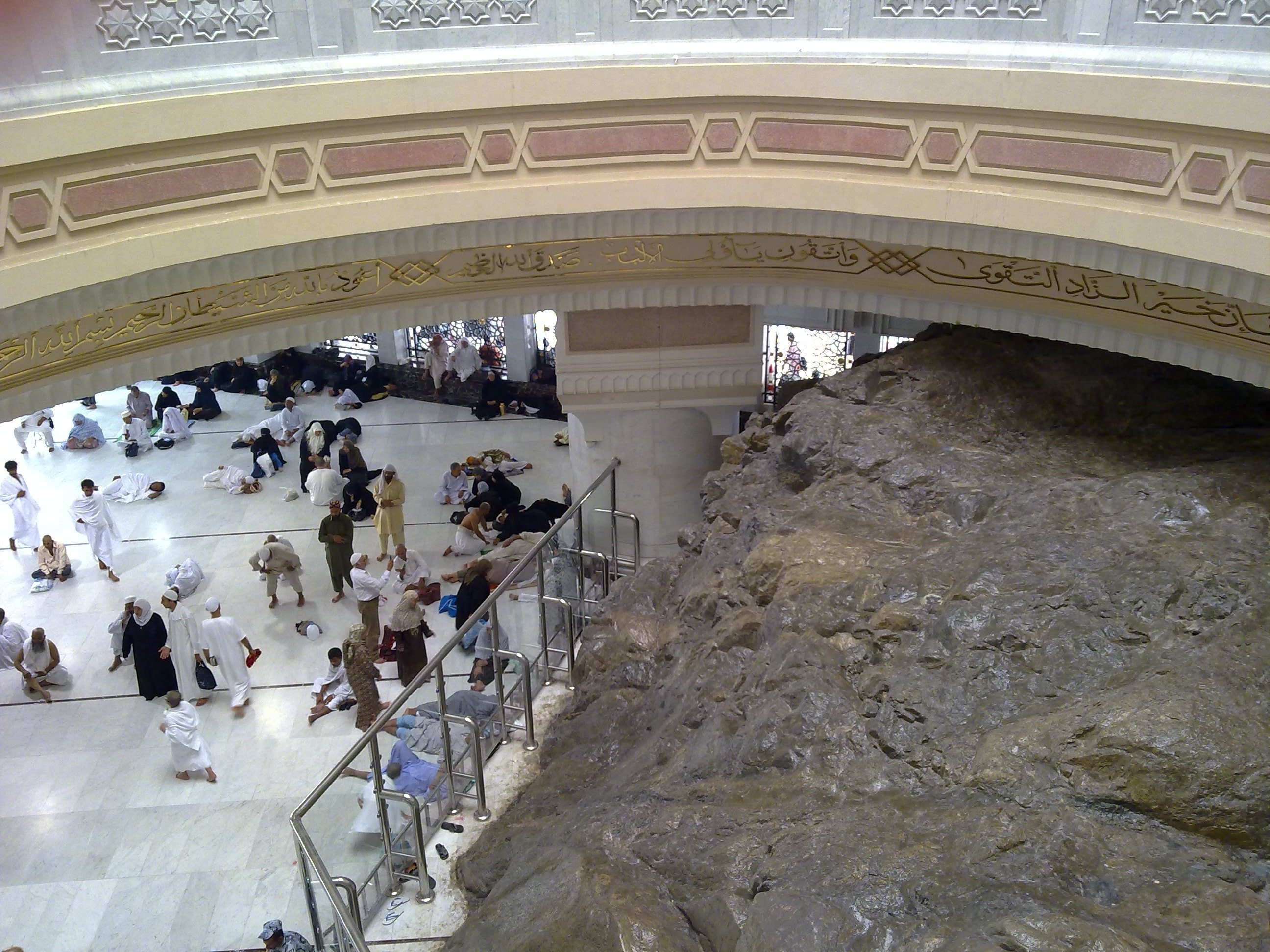
Le rocher d'Al-Safâ à l'intérieur de la mosquée.

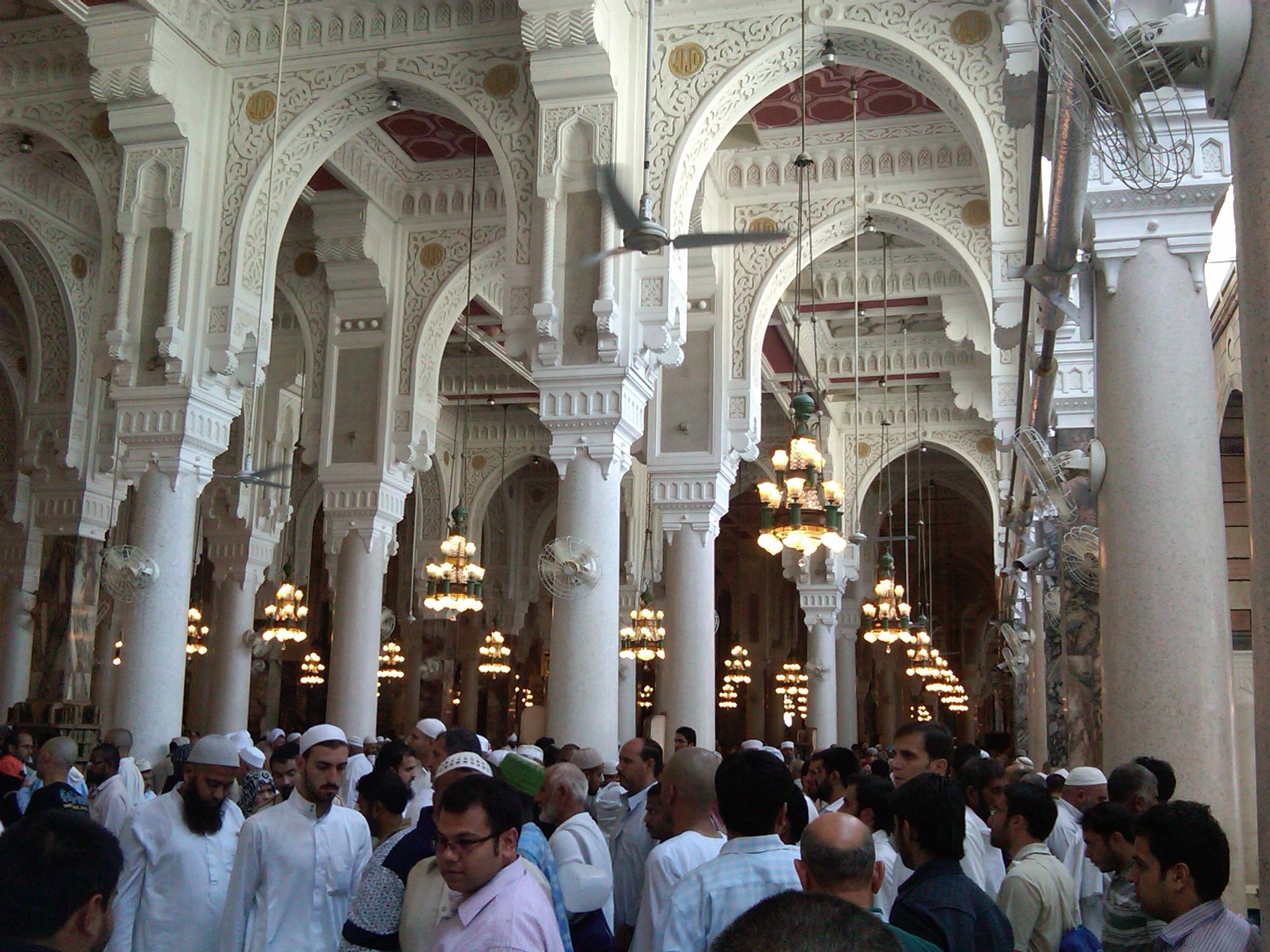
L'intérieur de la mosquée.

#### Agrandissements duXXesiècle

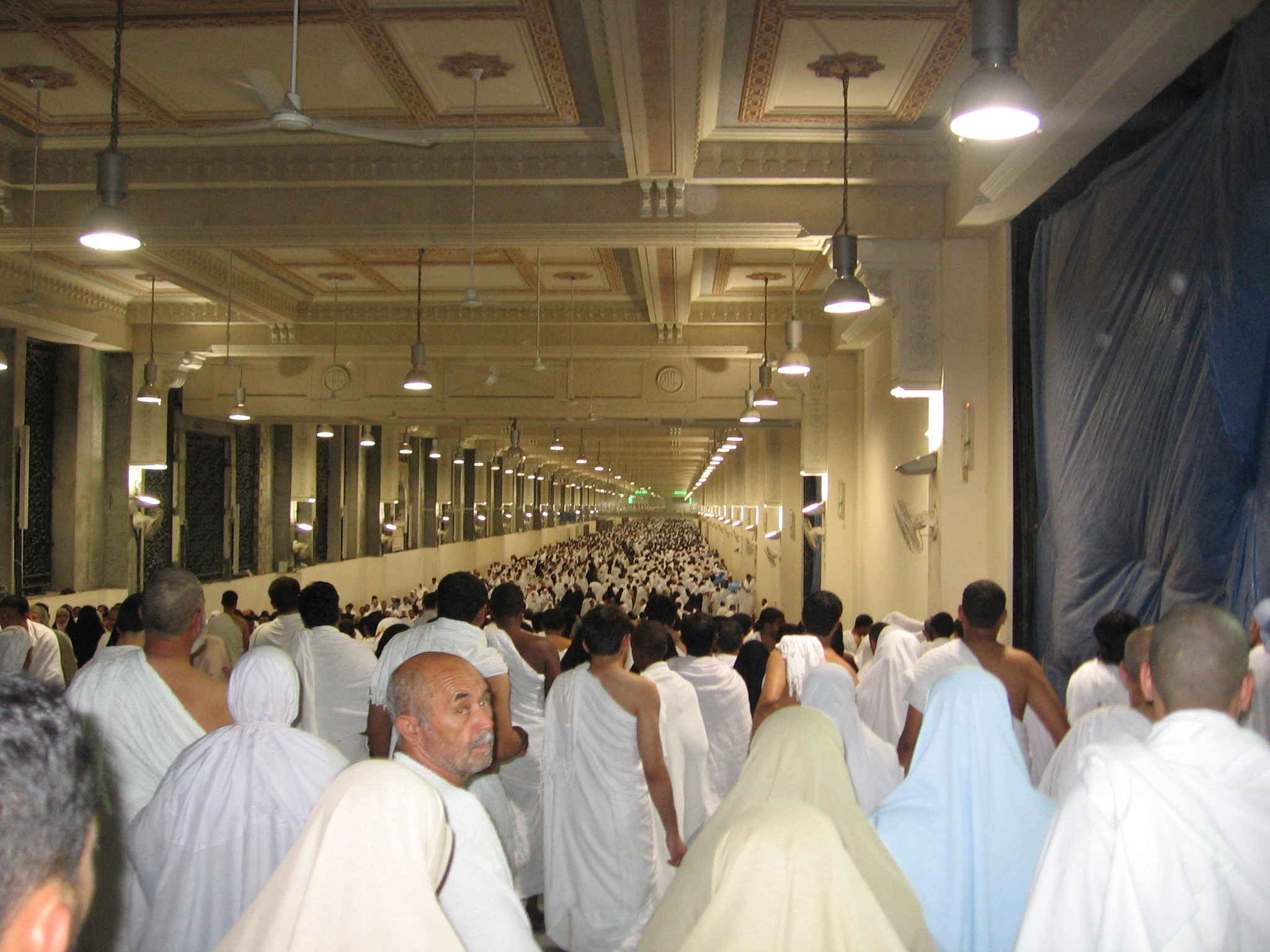
Le Mas'a, tunnel dans lequel les pèlerins effectuent le saʿīy en reliant Safâ et Marwah.

On peut distinguer trois phases (dont la dernière est en cours en 2019) dans les agrandissements entrepris par la dynastie saoudienne, qui donnent à la mosquée sa physionomie actuelle.
Le roi Saoud ben Abdelaziz Al Saoud lance en 1955 un très important programme d'extension et de reconstruction de la Mosquée d'Al Haram, ainsi que de restauration de la Kaaba. Dans cette première phase, qui s'est terminée en 1973, la construction de la nouvelle structure nécessita d'importants travaux de démolition autour de la mosquée ottomane. On éleva une arcade à deux étages de colonnes en pierre artificielle, recouvertes de panneaux de marbre sculpté. Le plafond de ces galeries fut décoré de caissons moulés en plâtre, et le sol fut recouvert de pierre et de marbre. Au cours de cette première extension saoudienne, le Mas'a a été prolongé pour être intégré dans la mosquée. L'extension a été construite sur deux étages, avec une structure de béton armé revêtue d'arches sculptées dans le marbre et de la pierre artificielle. Cette salle communique avec la rue et la mosquée par onze portes. Les portes Bab al-Salam et Bab al-Umra ont également été rénovées afin de faire correspondre leur style à celui de la porte du Roi Abdul Aziz, de construction récente, située sur la façade sud. Quatre minarets ont été construits près de Bab al-Umra et Bab al-Salam, et les trois plus anciens ont été remodelés. Ils atteignent une hauteur de quatre-vingt-neuf mètres. Chacun d'entre eux possède deux balcons décorés de colonnettes octogonales.
Au début des années 1960, la superficie totale de la Mosquée atteignait ainsi presque 200 000 m2 (contre 25 000 m2 avant l'extension) et pouvait accueillir simultanément 400 000 fidèles.  
Lors d'une deuxième phase (1982-2005), engagée sous l'impulsion du roi Fahd ben Abdelaziz Al Saoud, les travaux d'extension ont porté la superficie totale de la mosquée à plus de 320 000 m2 pour une capacité d'accueil de plus d'un million de fidèles. Ces travaux ont permis de construire une nouvelle aile ainsi qu'une zone de plein air pour la prière, au sud-est de la mosquée. De plus, la nouvelle salle de prière est devenu accessible par la monumentale Porte du Roi Fahd au sud, qui mène à la Kaaba. Cette porte est composée de deux étages séparés dans certaines sections par une mezzanine qui abrite des services mécaniques ; la climatisation se fait par des canalisations placées sous le carrelage et reliées à des bouches de ventilation situées à la base de chaque colonne.  

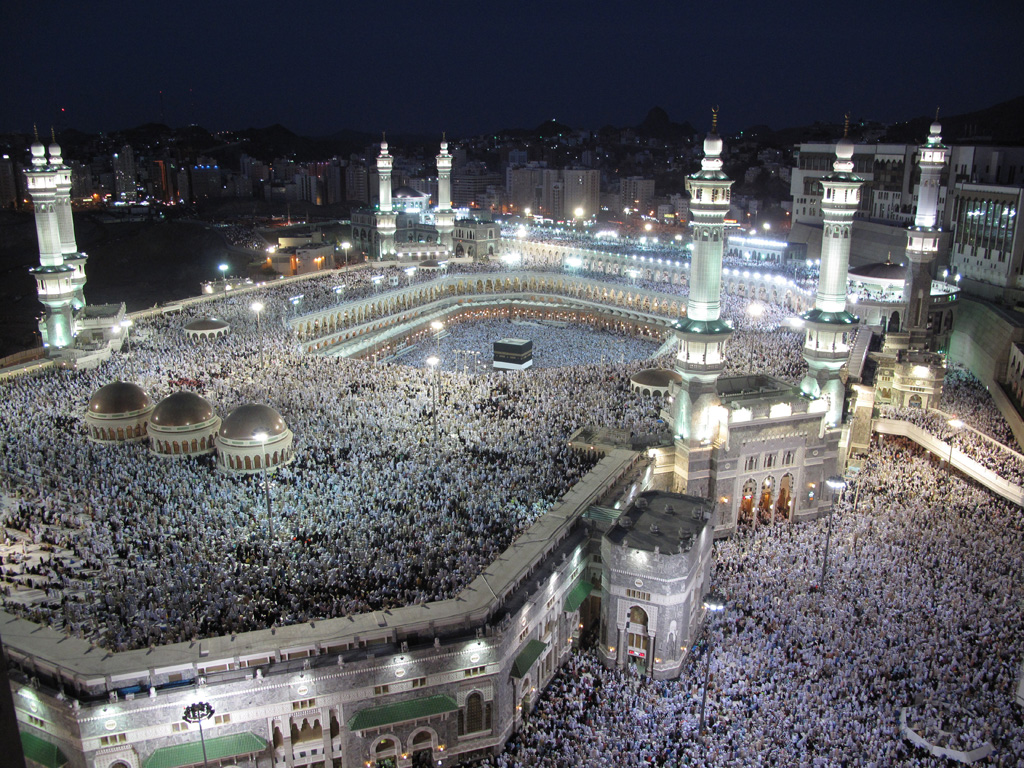
Vue aérienne de la mosquée al-Harâm lors des prières du soir, 2009.

La salle de prière est construite sur l'espace de cinq mètres de la grille[pas clair]. Son arcade est carrée avec un toit à caisson. Les colonnes sont des panneaux plaqués de marbre, alors que les voûtes sont recouvertes de pierre artificielle et de moulures en plâtre. Le long de l'axe reliant la Porte du Roi Fahd à la Kaaba, trois modules de grille[pas clair] sont couverts de coupoles décorées avec muqarnas moulés en plâtre ; ces coupoles reposent sur des tambours percés de trente-deux fenêtres. Le dôme de l'espace[Quoi ?] est lumineux avec des chandeliers en verre de couleur et un rétro-vitrail[Quoi ?] au sommet. Les murs intérieurs de la salle de prière sont recouverts de marbre avec une rainure de 2,5 m de haut[Quoi ?]. Cette décoration fut utilisée pour dissimuler des haut-parleurs et le câblage électrique.

#### Travaux en cours

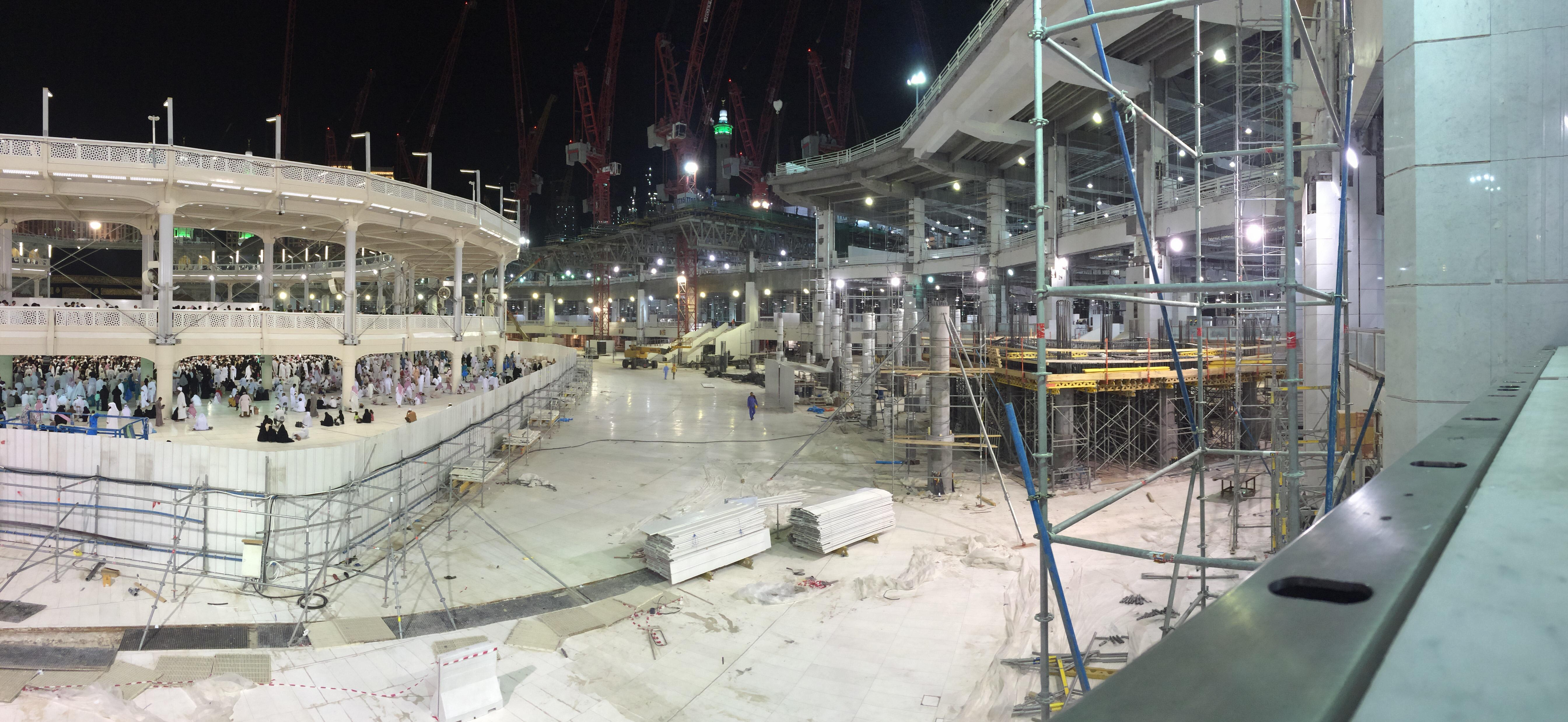
Vue très partielle des travaux en 2014.

Une nouvelle étape (la troisième), lancée en 2007, doit ajouter 400 000 m2 à la surface existante, doublant ainsi la capacité d'accueil pour la porter à quelque deux millions de fidèles durant la période du hajj. L'opération a été attribuée, à la suite d'un concours, à l'agence d'architecture française Architecture-Studio. Les travaux devraient durer jusqu'en 2020. En 2013, ces travaux d'agrandissement ont entraîné la destruction de certaines des parties les plus anciennes de la mosquée.
Le 11 septembre 2015, à quelques jours du pèlerinage, une tempête a provoqué la chute d'une grue, ce qui s'est soldé par un lourd bilan : plus de 100 morts et 200 blessés.

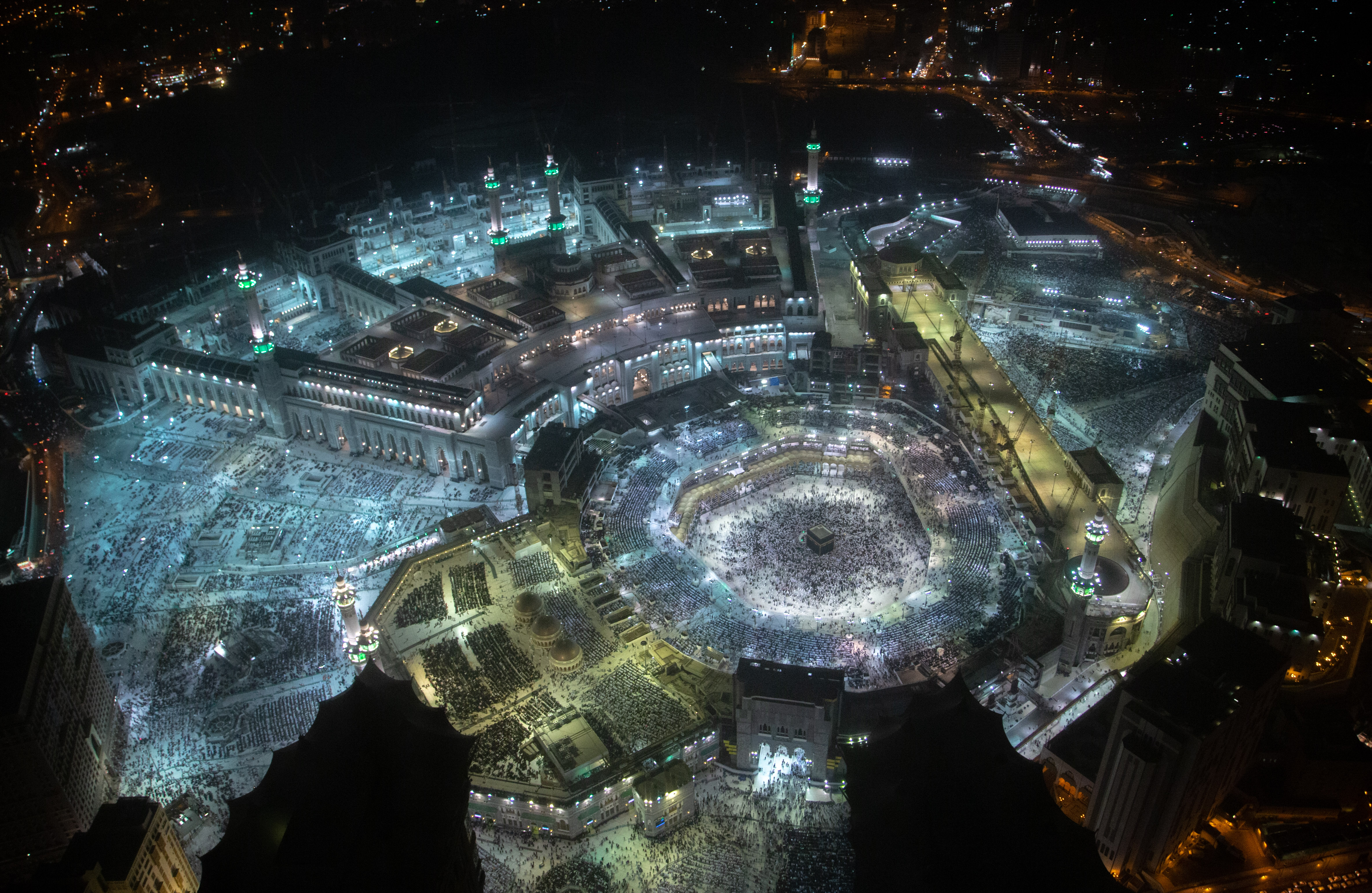
La mosquée vue de nuit, 2019.

La mosquée, aujourd'hui d'une superficie de 400 800 m2, s'étend sur deux niveaux ainsi que sur une immense terrasse, un sous-sol et des esplanades autour d'elle. Elle peut accueillir 900 000 personnes, soit quelque deux millions de fidèles durant la période du hajj, ce qui fait d'elle la plus grande mosquée au monde. Ses sept minarets culminent à 89 mètres. Son premier mihrab date du VIIIe siècle.

## Prise de la mosquée par un groupe d'insurgés
À l'automne 1979, la Grande Mosquée de La Mecque a été occupée par un groupe d'insurgés islamistes durant deux semaines, entre le 20 novembre et le 4 décembre.

## Personnel employé
De nombreuses personnes travaillent à la mosquée Al-Haram dont une quinzaine d'imams et de muezzins.

### Imams
On peut notamment citer :
- Abdul Rahman Ibn Abdul Aziz Al-Sudais (en arabe :عبد الرحمن السديس) imam en chef de Al-Masjid Al-Haram ;
- Saud Al-Shuraim (en arabe :سعود الشريم) juge à la Haute Cour de La Mecque ;
- Bandar bin Abdoul Azeez Baleela, nommé en 2013 ;
- Salah Al Budair (en arabe : صلاح البدير). Depuis 2005, durant le ramadan pour la prière tarawih, il est l'imam permanent de la Masjid al-Nabawi à Médine.
- Maher Ibn Hamad Al mueaqly (en arabe: ماهر بن حمد المعيقلي )

### Muezzins
Les muezzins de Haram Sharif doivent posséder un certain nombre de qualités, dont les plus importantes sont une bonne moralité et une bonne voix. Ils sont actuellement au nombre de seize. Durant le ramadan, on leur adjoint six muezzins en complément. Durant la prière, un muezzin assiste aussi les imams, en répétant leurs paroles à voix haute.